# Зуева, Татьяна (легкоатлетка)
Татья́на Зу́ева (род. 20 ноября 1959) — советская и молдавская легкоатлетка, специалистка по бегу на длинные дистанции, кроссу и марафону. Выступала в 1981—1996 годах, многократная призёрка всесоюзных и республиканских первенств, действующая рекордсменка Молдавии в беге на 5 и 10 км по шоссе, участница ряда крупных международных стартов.

## Биография
Татьяна Зуева родилась 20 ноября 1959 года. Занималась лёгкой атлетикой в Бельцах, Бендерах, Кишинёве, представляла Молдавскую ССР и Советскую Армию.
Выступала на всесоюзном уровне с начала 1980-х годов, стартовала как на дорожке, так и на шоссе.
В 1983 году на чемпионате страны по марафону в программе Спартакиады народов СССР в Киеве с результатом 2:50:48 закрыла двадцатку сильнейших.
В 1984 году заняла 16-е место на марафоне в Вильнюсе (2:41:30).
В 1985 году выиграла бронзовую медаль на чемпионате СССР по кроссу в Челябинске, финишировала восьмой на чемпионате СССР по марафону в Могилёве, стала десятой в беге на 10 000 метров на чемпионате СССР в Ленинграде.
В 1986 году показала третий результат на марафоне в Вильнюсе, 14-й результат в марафоне на Играх доброй воли в Москве.
В 1987 году взяла бронзу на чемпионате СССР по бегу на 30 км по шоссе, прошедшем в рамках Пробега на приз газеты «Труд».
В 1989 году в дисциплине 10 000 метров стала пятой на чемпионате СССР в Горьком, завоевала серебряную медаль на чемпионате СССР по марафону в Белой Церкви, уступив на финише только украинке Любови Клочко.
В 1990 году финишировала 11-й на Лондонском марафоне, пятой в марафоне на Играх доброй воли в Сиэтле и на Нью-Йоркском марафоне.
В 1991 году стала девятой на Лондонском марафоне и тем самым помогла соотечественницам выиграть разыгрывавшийся здесь командный Кубок мира по марафону. Представляла Советский Союз в марафоне на чемпионате мира в Токио, в итоге сошла здесь с дистанции. На Итальянском марафоне в Карпи пришла к финишу четвёртой, установив при этом свой личный рекорд — 2:31:00.
В 1992 году была седьмой на Лос-Анджелесском марафоне, пятой на Кливлендском марафоне, второй на марафоне Twin Cities в Сент-Поле.
В феврале 1993 года на соревнованиях в американском Гейнсвилле установила ныне действующий рекорд Молдавии в беге на 5 км по шоссе — 16:09. Вновь финишировала второй на марафоне Twin Cities в Сент-Поле.
В 1994 году показала второй результат на Венском марафоне, отметилась победой на марафоне в Сайтаме.
В 1996 году с результатом 2:47:08 стала четвёртой на Гамбургском марафоне и на этом завершила спортивную карьеру.